# 古里町 (鹿児島市)
古里町（ふるさとちょう）は、鹿児島県鹿児島市の町。旧大隅国大隅郡桜島郷古里村、鹿児島郡東桜島村大字古里。郵便番号は891-1544。人口は103人、世帯数は66世帯（2020年4月1日現在）。

## 地理
桜島の南部に位置する。町域の北方から東方にかけて有村町、西方は東桜島町に接し、南方は鹿児島湾に面している。町域の大半が江戸時代の安永年間に発生した安永大噴火によって噴出した溶岩（安永溶岩）に覆われている。古里町の海岸にある断崖にはアコウやタブノキなどの樹林が形成されている。
町域の南端に国道224号が東西に通っており、海岸沿いには古里温泉がある。

### 自然公園・自然保護地区
古里町の一部が国立公園である霧島錦江湾国立公園の区域に指定されており、第2種特別地域（桜島南斜面）・第3種特別地域（桜島南西麓）・普通地域から構成される。

### 河川
- 第二古里川

## 歴史

### 古里村の成立と近代
古里という地名は江戸時代より見え、大隅国大隅郡桜島郷（外城）のうちであった。「三州御治世要覧」によれば湯之村（現在の東桜島町）より分割され成立したとされ、天明3年（1783年）頃に古里村が湯之村から分村したとされている。測量家である伊能忠敬が桜島を測量した文政7年（1824年）には湯之村のうちであったと記されているほか、薩摩藩によって編纂された地誌である「三国名勝図会」にも古里は湯之村のうちであるという記述がある。村高は「旧高旧領取調帳」では31石余、「三州御治世要覧」では40石余であった。
安永8年（1779年）に発生した安永大噴火では噴火口が古里村と高免村（現在の高免町）に現れた。古里村の家々は飛来した火山弾によって焼失した。住民は喜入や鹿児島城下へ避難した。南林寺町にある南林寺の「桜島燃亡霊等の碑」によれば古里村の死者は6名と記されているが、天明5年に古里村に建てられた墓碑によれば20名とされている。喜入や鹿児島城下へ避難した住民らは噴火が落ち着いたのち隣接する湯之村に2年から3年程住んでから古里村に戻ってきたという。この噴火によって湧出した温泉はのちに古里温泉となり、湯治客などが多く訪れたという。
1887年（明治20年）4月2日には「 鹿兒島縣下分郡ノ件」（明治20年勅令第7号）により大隅郡が南北に分割され、古里村は北大隅郡の所属となった。

### 町村制以後の古里

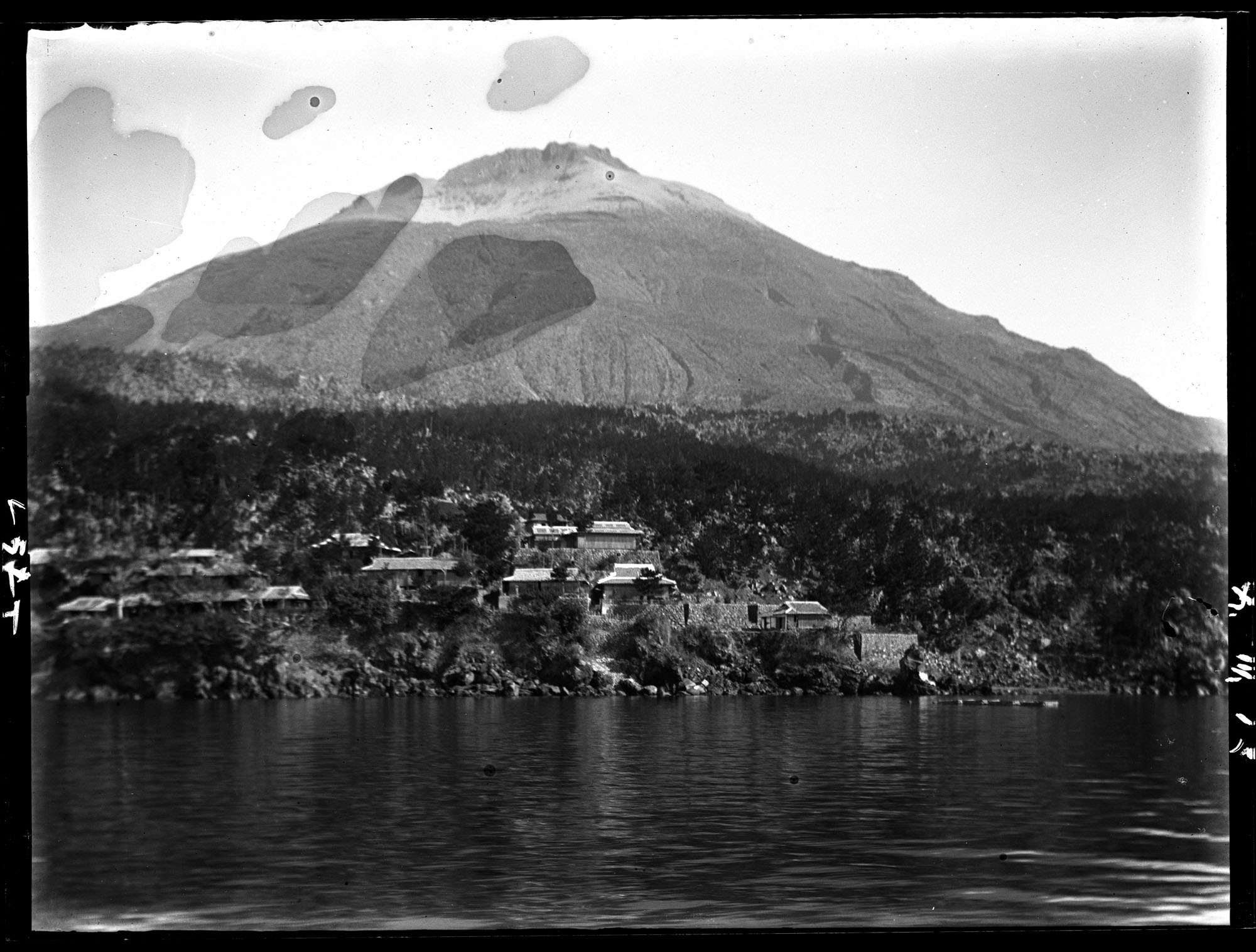
大正大噴火後の古里集落（1918年3月）

1889年（明治22年）4月1日に町村制が施行されたのに伴い桜島の東半分の区域にあたる湯之村、野尻村、古里村、有村、黒神村、高免村、瀬戸村、脇村の区域より北大隅郡東桜島村が成立した。それまでの古里村は東桜島村の大字「古里」となった。1897年（明治30年）4月1日には「 鹿兒島縣下國界竝郡界變更及郡廢置法律」（明治29年法律第55号）によって北大隅郡が鹿児島郡に統合され、東桜島村は鹿児島郡のうちとなった。
1914年（大正3年）1月12日に桜島の爆発が発生し、噴煙は高さ約1万メートルに及んだ（大正大噴火）。爆発当時の古里の人口は571人、戸数は76戸であった。
古里の住民は前日11日から避難を開始し、噴火時にはほとんどの住民が垂水へ避難しており犠牲者はなかった。噴火後、古里に設置されていた改新小学校は2月24日に授業を再開した。また、避難した古里の住民のうち1戸は北種子村（現在の西之表市）、9戸は花里（現在の鹿屋市花里町）、5戸は宮崎県雛守・真幸の官有地へ移住したほか、種子島の安納にも任意移住した。古里の温泉街は大きな被害を受け、旅館1軒、下宿屋1軒が残るのみとなったが、昭和初期までには下宿屋が9軒となり復興した。1929年（昭和4年）には古里温泉の入浴者数は年間2000人前後であった。
1950年（昭和25年）10月1日には東桜島村が鹿児島郡伊敷村とともに鹿児島市に編入された。同年10月18日に鹿児島県公報に掲載された鹿児島県の告示である「 鹿兒島市の一部大字の變更」により、東桜島村が鹿児島市に編入された10月1日に大字古里の区域より新たに鹿児島市の町「古里町」が設置された。
1960年（昭和35年）1月19日には桜島が連続的に爆発し、古里町では人頭大の噴石が多数落下した。1963年（昭和38年）には度々飛来する噴石によって旅館の窓が破損する被害が相次いだ。1972年（昭和47年）10月2日には噴火によって巨大な噴石が古里海岸付近に落下したほか、林芙美子文学碑では山火事が発生した。1984年（昭和59年）4月19日には豪雨によって第二古里川で土石流が発生し下流の古里温泉にあるホテル6棟が被害に遭い、被害にあったホテルの一部は倒産した。1992年（平成4年）には噴石被害が多発した隣接する有村町の住民の移住が行われ、1世帯3名が古里町に移住した。2018年（平成30年）7月7日に梅雨前線の発達により発生した平成30年7月豪雨では古里町でがけ崩れが発生し2名が死亡した。

## 人口
以下の表は国勢調査による小地域集計が開始された1995年以降の人口の推移である。
| 年                 | 人口 |
| ------------------ | ---- |
| 1995年（平成7年）  | 232  |
| 2000年（平成12年） | 189  |
| 2005年（平成17年） | 164  |
| 2010年（平成22年） | 141  |
| 2015年（平成27年） | 110  |

## 施設

### 公共
- 改新交流センター[39]
- 古里公園[40]
  - 林芙美子文学碑[9]

### 寺社
- 七社神社[9]

## 教育

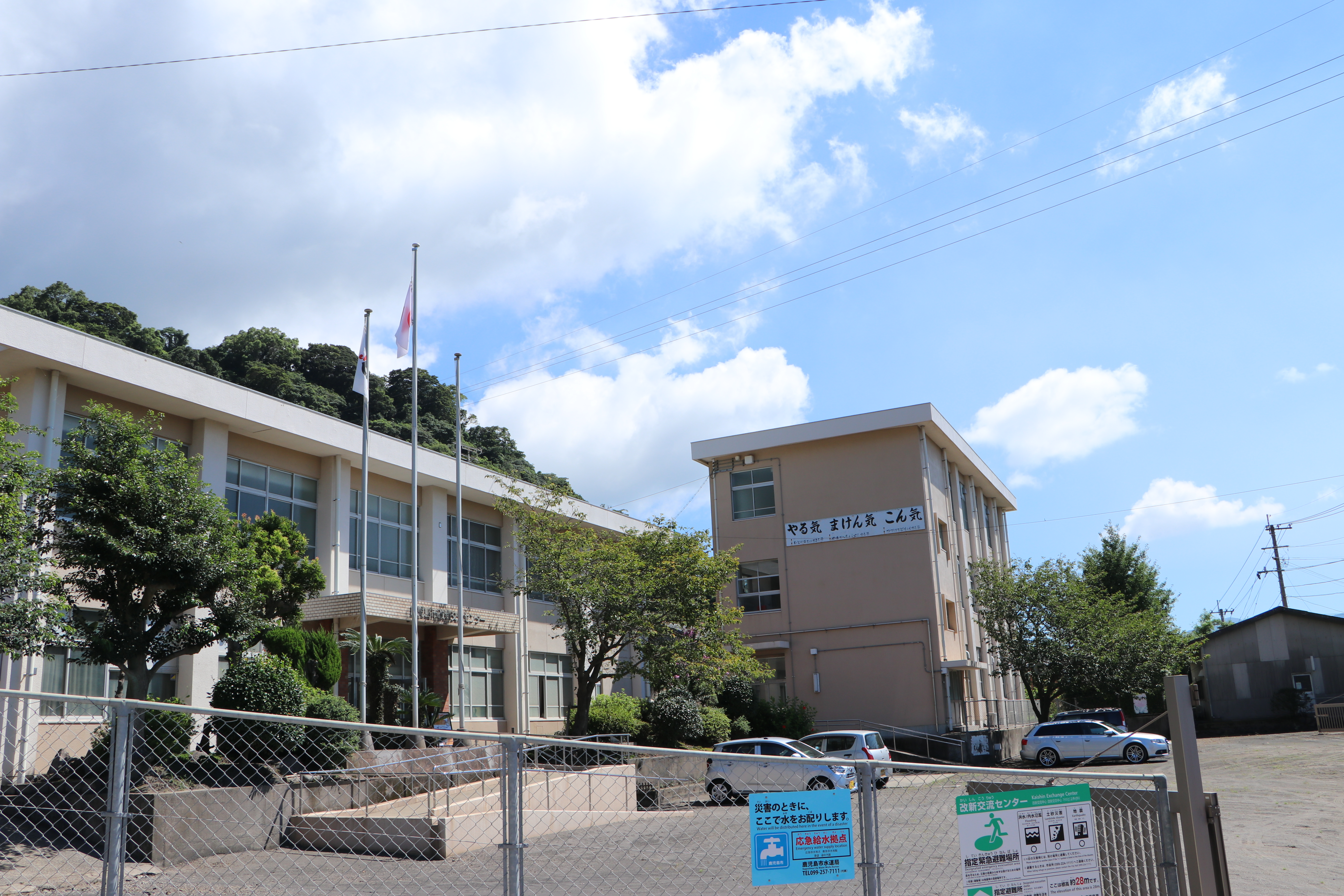
鹿児島市立改新小学校跡（2021年撮影）

古里町には2021年（令和3年）現在では教育施設は存在していないが、かつては「鹿児島市立改新小学校」が設置されていた。

### 改新小学校
「鹿児島市立改新小学校」は、かつて古里町262番地にあった市立の小学校である。1879年（明治12年）に古里小学校として設置され、1892年（明治25年）に改新小学校に改称した。1950年（昭和25年）に東桜島村が鹿児島市に編入されたのに伴い鹿児島市立となった。1989年（平成元年）5月1日時点の児童数は12名であった。1997年（平成9年）4月には児童数の減少に伴って休校（休校時の児童数3名）となり、2014年（平成26年）3月を以て正式に閉校となった。

### 小・中学校の学区
市立小・中学校の学区（校区）は以下の通りである。
| 町丁   | 番・番地 | 小学校                 | 中学校                 |
| ------ | -------- | ---------------------- | ---------------------- |
| 古里町 | 全域     | 鹿児島市立東桜島小学校 | 鹿児島市立東桜島中学校 |

## 交通

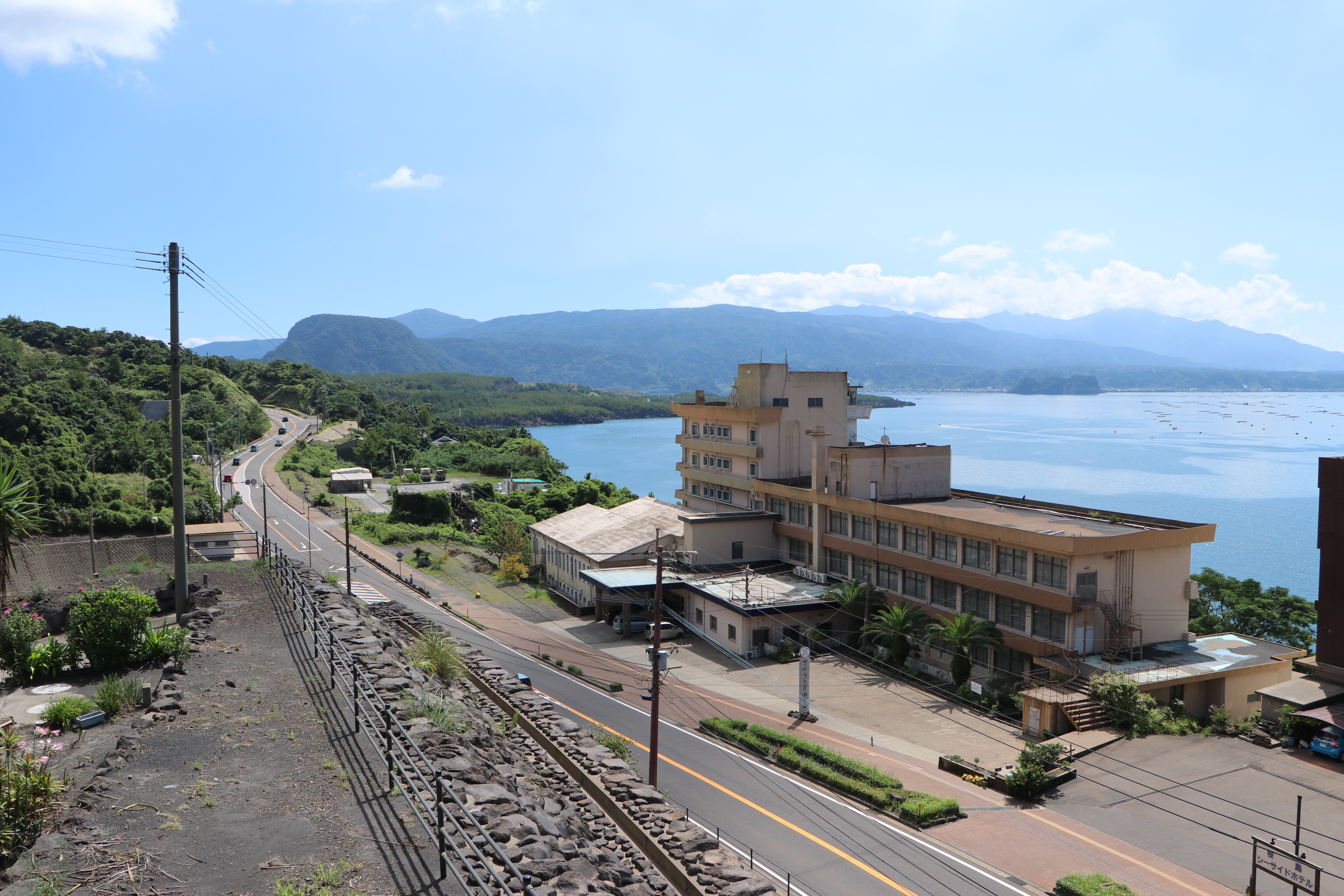
古里公園から国道224号を垂水方面に望む

### 道路
一般国道
- 国道224号

### 路線バス
- 鹿児島交通
  - （桜島港 - 垂水港）：改新校前 - 川穴 - 古里温泉 - 文学碑前

### 港湾
- 桜島港[46]
  - 古里地区（避難港（6番）[47]）[48]

## 関係のある人物
- 林芙美子（小説家）
山口県下関市出身の小説家。母親が古里町出身である[49]。古里公園に林芙美子文学碑が設置されている[49]。